# Nemes András Csaba
Nemes András Csaba (Kolozsvár, 1968. október 3. –) erdélyi magyar szobrász, grafikus.

## Életpályája
Rajztanári és művészettörténeti oklevelet szerzett szülővárosában, majd 2013-ban szobrász szakon végzett a kolozsvári Képzőművészeti és Formatervezési Egyetemen.
Egy évig rajztanár és gondnok volt a kolozsvári református kollégiumban. Jelenleg szabadúszó szobrász.

## Munkássága
Az 1980-as évek elején kezdett szobrászatot tanulni Benczédi Sándortól, majd Vetró Artúrtól. Az 1980-as évek végén, 1990-es évek elején ismerkedett meg  Sütő Miklós kolozsvári fazekas-kerámikussal, aki mentora és barátja lett, és aki megtanította a terrakottakészítés és az agyagégetés technikájára. Később a terrakotta mellett, rátért a márványkompozitok készítésére. 2009-2010-ben két évet töltött a kolozsvári Carpatica magánvállalkozású öntődében, ahol kisméretű bronzszobrokat kezdett készíteni. Őseink nyomában sorozata égetett anyagból készült.  Emlékplaketteket is készített (például: Csiha Kálmán református püspök bronz emlékplakettje, 2017, valamint  Reményik Sándor bronz emlékplakettje, 2018).
Munkássága  kétirányú: egyik a portréábrázolás (fej és dombormű), másik a kisplasztika (terrakotta, fém és kompozitok, műgyanták).

### Kiállítások
- Ambient art – szobrászat, videó és fotográfia (Mira Marincașsal), Sapientia Egyetem, Kolozsvár, 2022. szept.16.
- Arcok és álarcok, Kányafő Galéria, Kolozsvár, 2022
- MUNKÁCSY és CSONTVÁRY nyomában. MAGYAR KORTÁRS KÉPZŐMŰVÉSZEK ALKOTÁSAINAK PUBLIKÁLÁSA.  Szervező: KLIKK ART CENTRUM Egyesület. Online kiállítás
- Mi, emberek, Törökvágási Egyházközség Kányafő galériája, Kolozsvár, 2019
- Szürreál vagy valóság, Törökvágási Egyházközség tanácsterme, Kolozsvár, 2019
- Őseink útján, Kisplasztikai kiállítás, Kolozsvári Magyar Főkonzulátus, Kolozsvár, 2018
- Tükör, Uránia-palota, Kolozsvár, 2018
- XXVII. Nemzetközi Képzőművészeti Alkotótábor, Zsobok, 2018

## Galéria

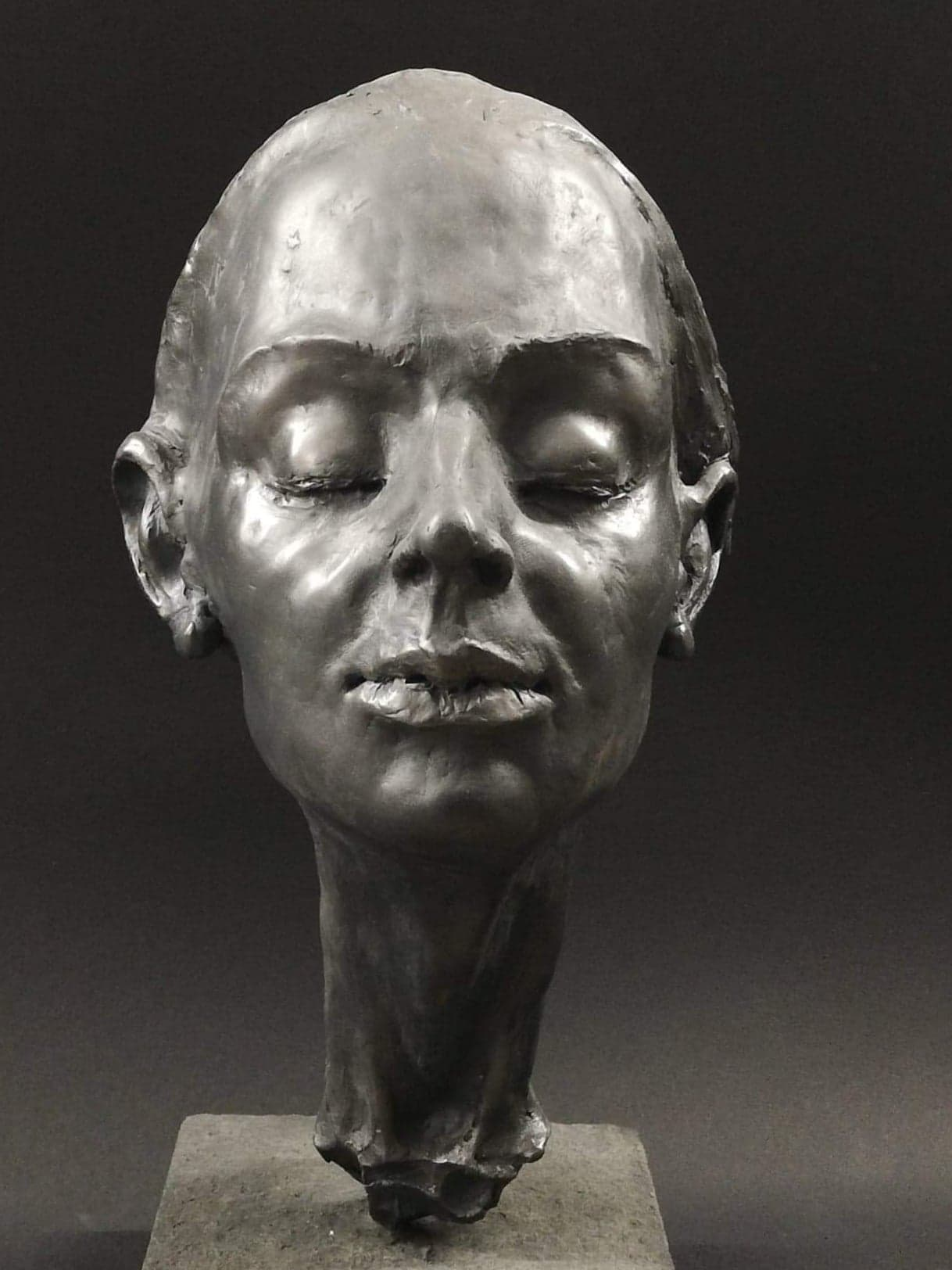
Titok, 2018
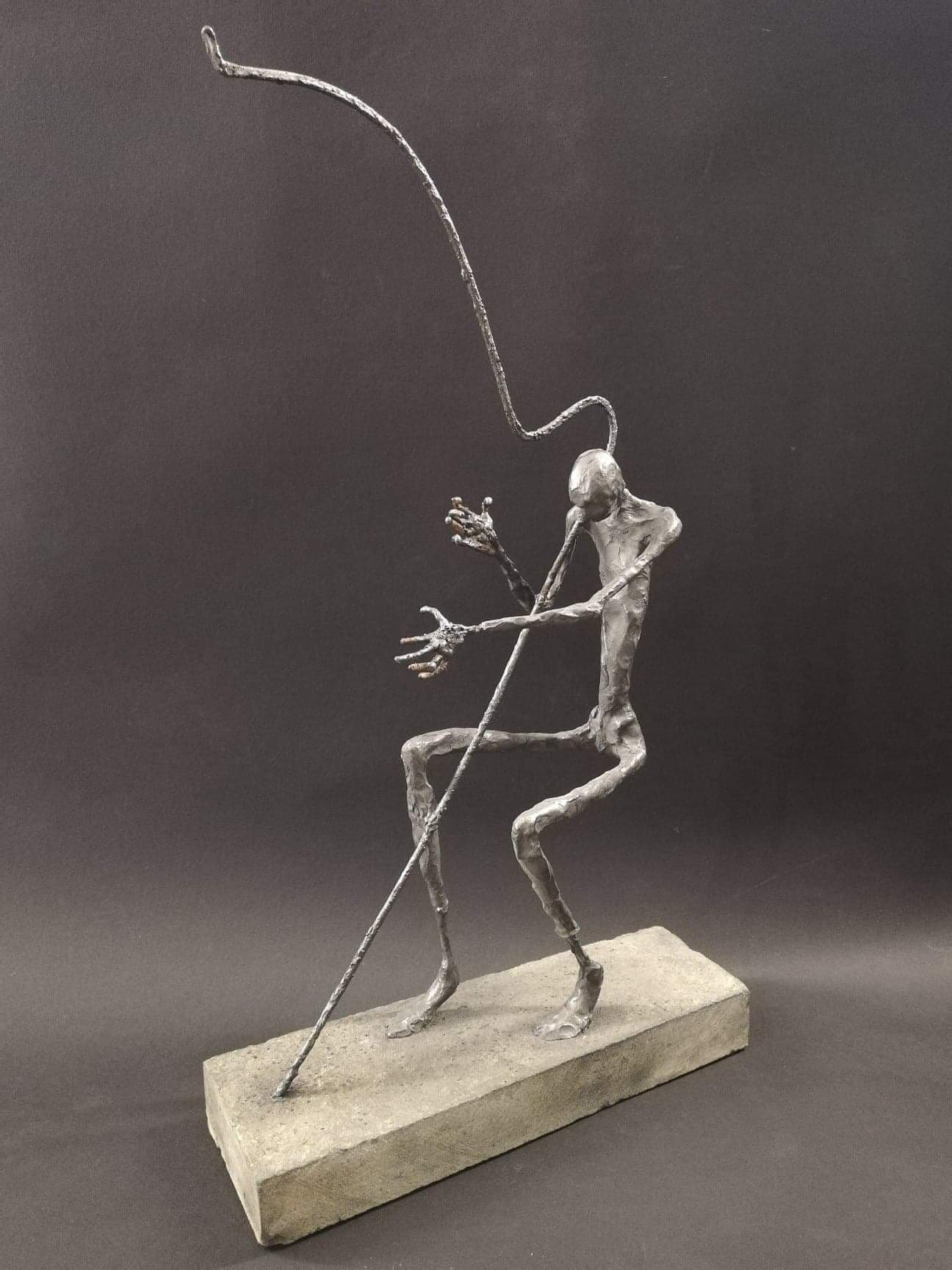
A CSEND hangja, 2019
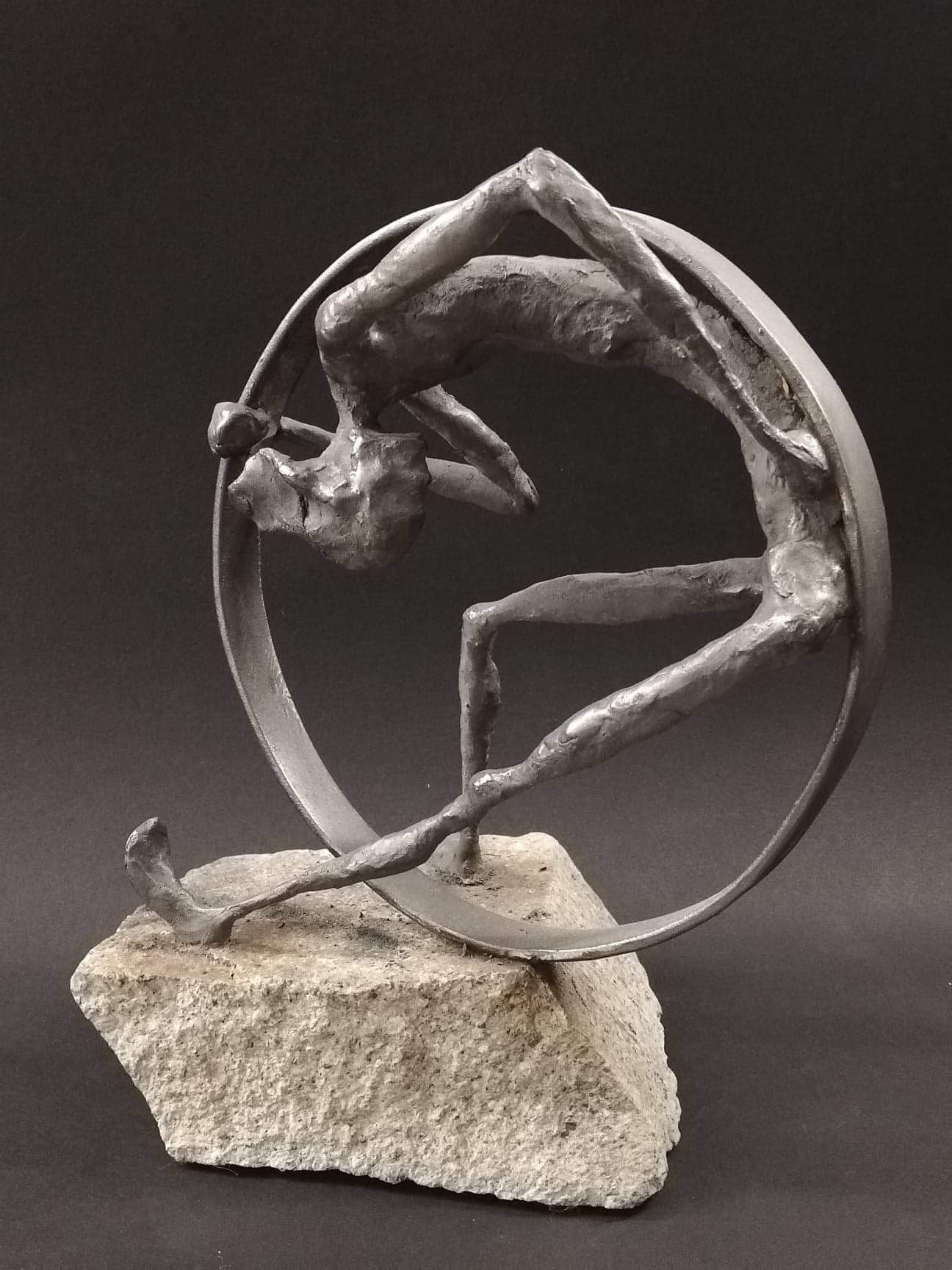
Kör, 2020
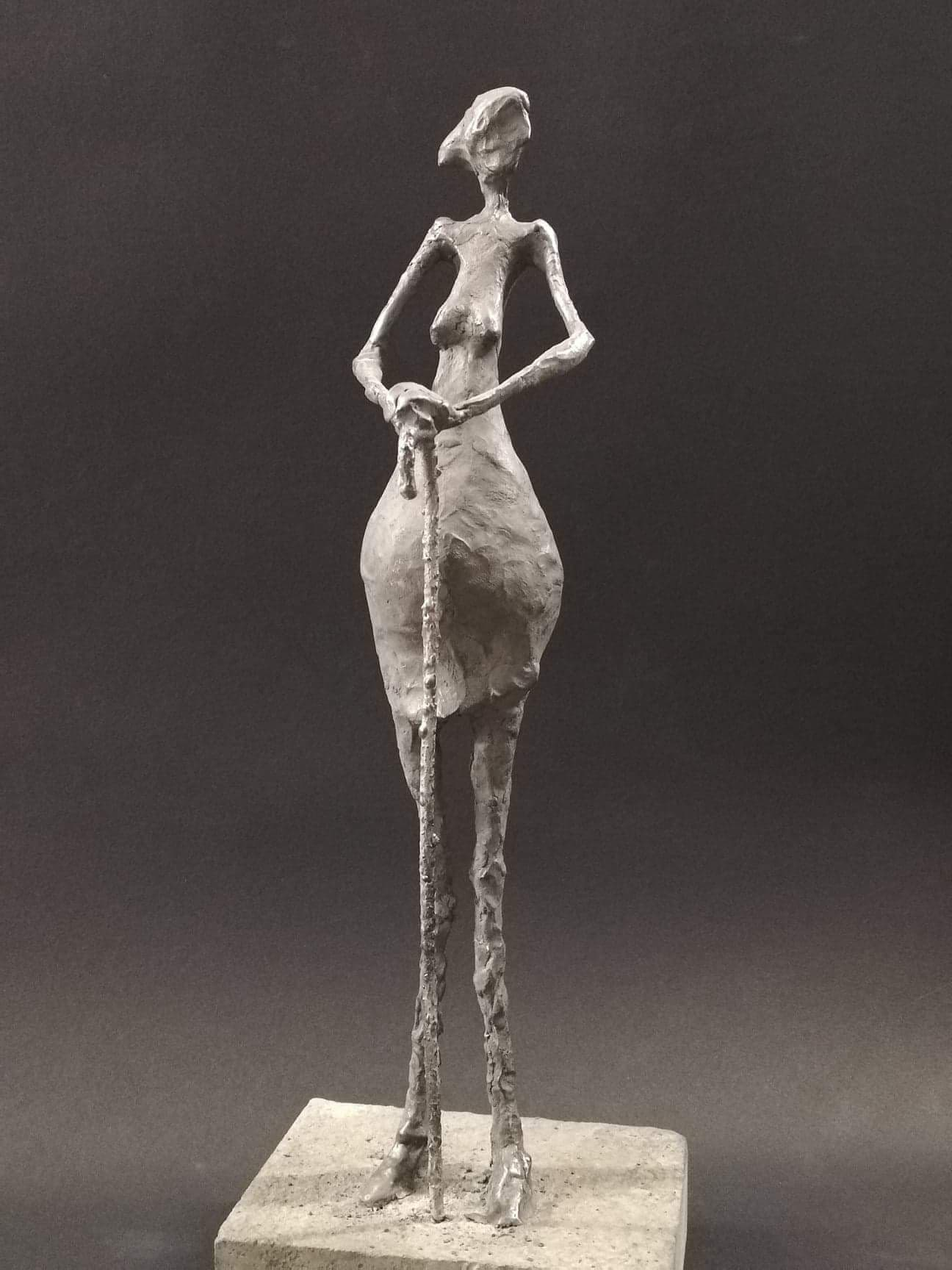
Várakozás, 2020
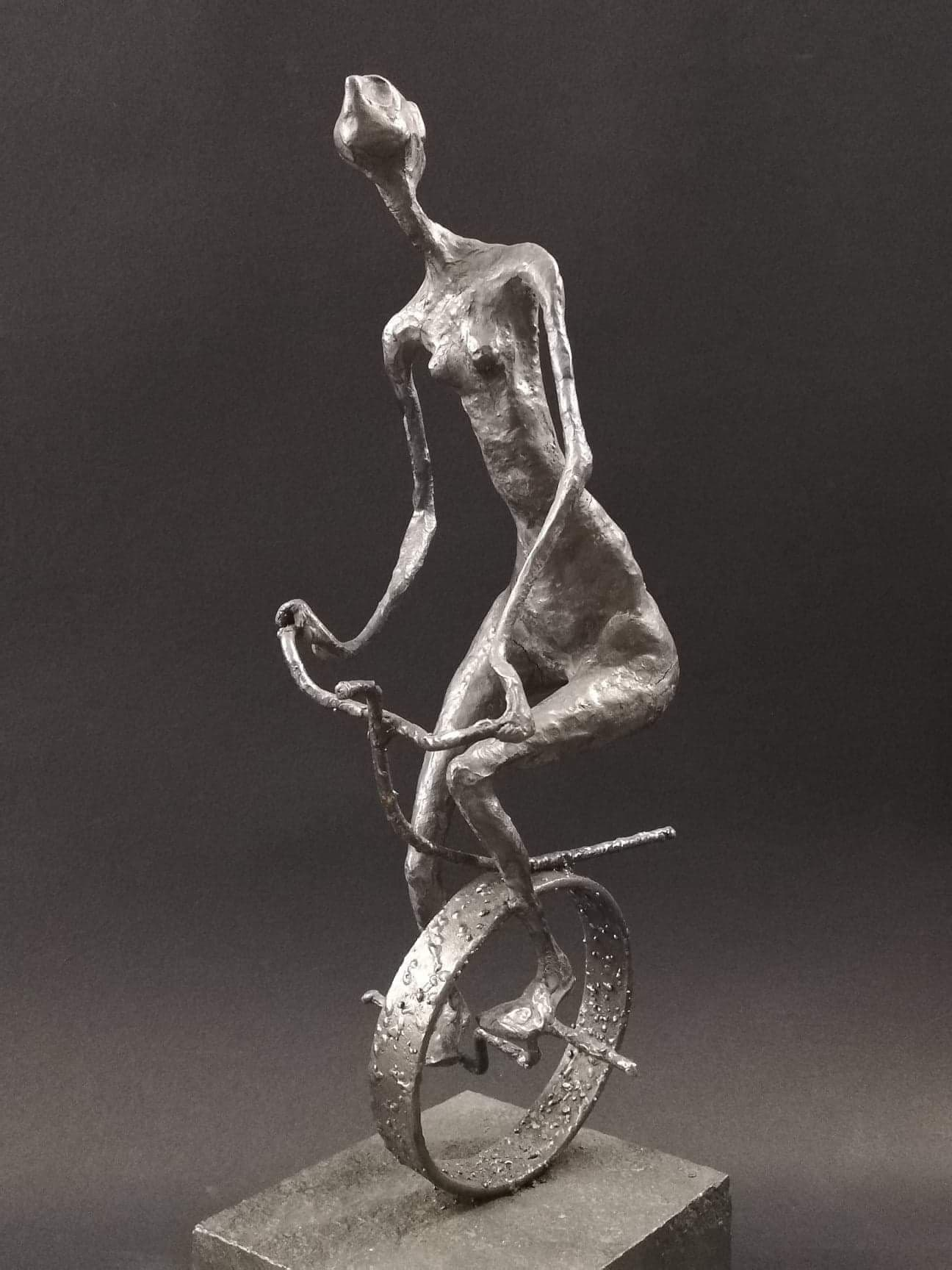
Szabadság, 2020